# الانتخابات الرئاسية السودانية 1977

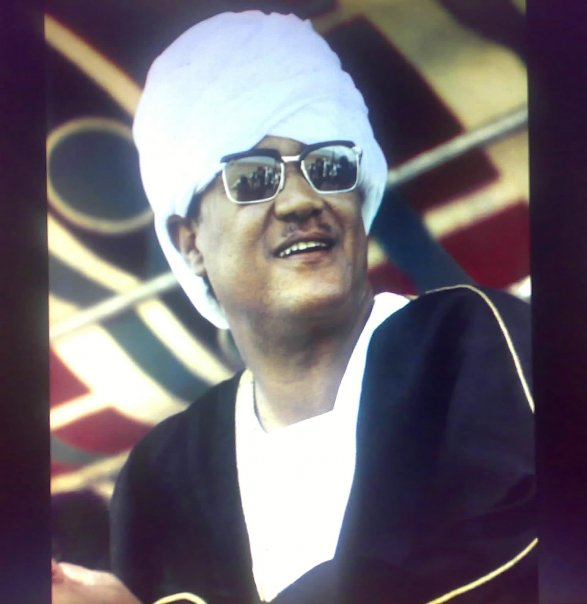
الرئيس السوداني جعفر النميري.

جرت انتخابات الرئاسة السودانية بين 10 و20 أبريل 1977 في السودان كان جعفر النميري المرشح الوحيد، وحصل نسبه 99.1٪ من الأصوات، وبلغت نسبة المشاركة 98.3٪.